# 정담 (여말선초)

정담(鄭湛, ? ~ 1398년 10월 6일)은 고려 말·조선 초의 인물, 조선의 개국공신 정도전의 사남이다. 10월 6일 1차 왕자의 난때 아버지인 정도전에게 이방원에게 항복을 해야 목숨을 건질 수 있다고 설득하였으나 정도전은 이에 굴하지않고 죽음을 맞았고 아버지가 죽자 정담은 칼로 자신의 목을 찔러 자결했다.